# Mitrovići (Stanari, BiH)
Mitrovići su naseljeno mjesto u sastavu općine Stanari, Republika Srpska, BiH.

## Stanovništvo
| Mitrovići          |              |
| godina popisa      | 1991.        |
| Srbi               | 424 (96,15%) |
| Hrvati             | 2 (0,22%)    |
| Muslimani          | 0            |
| Jugoslaveni        | 6 (1,36%)    |
| ostali i nepoznato | 10 (2,27%)   |
| ukupno             | 411          |